# Oxalis chachahuensis
Oxalis chachahuensis är en harsyreväxtart som beskrevs av Alfonso, Prina & Muiño. Oxalis chachahuensis ingår i släktet oxalisar, och familjen harsyreväxter. Inga underarter finns listade i Catalogue of Life.